# Tunezyjskie Siły Powietrzne
Siły Powietrzne Tunezji powstały w oparciu o sprzęt dostarczony przez Stany Zjednoczone. Były to samoloty typ Northrop F-5E Tiger II. 12 sztuk tych samolotów dotarło do Tunezji w latach 1984–1985. Służą one jako myśliwce przechwytujące oraz myśliwce wsparcia. Tunezyjczycy posiadają także 7 maszyn typu MB-326KT oraz 12 szkoleniowo treningowych-samolotów Aermacchi MB-326B, które mogą także służyć zwalczaniu rebeliantów. Wyposażenie tunezyjskie uzupełnia 21 samolotów typu SIAI-Marchetti SF-260CT/WT, natomiast śmigłowce reprezentują samoloty typu Augusta-Bell 205A-1, których jest 18 oraz 6 sztuk Bell UH-1N Iroquois, które przed którymi stawiane są zadania desantowe.